# 愛知県道179号宮後小牧線
愛知県道179号宮後小牧線（あいちけんどう179ごう みやうしろこまきせん）は、愛知県江南市から同県小牧市に至る一般県道である。

## 概要

### 路線データ
- 起点：愛知県江南市宮後町王塚（愛知県道64号一宮犬山線交点）
- 終点：愛知県小牧市久保新町（愛知県道27号春日井各務原線・愛知県道102号名古屋犬山線交点）

## 沿革
- 1959年（昭和34年）12月15日：認定[1]

## 別名
- 愛岐跨線橋通り（江南市）

## 地理

### 通過する自治体
- 愛知県
  - 江南市 - 丹羽郡大口町 - 小牧市

### 交差する道路
- 愛知県道64号一宮犬山線（江南中央道）（宮後西交差点）
- 愛知県道157号小口岩倉線（柳街道）（力長交差点 - 安良交差点で重複）
- 愛知県道176号若宮江南線（秋田1丁目交差点 - 秋田3丁目交差点で重複）
- 国道41号（名濃バイパス）（横内西交差点）
- 愛知県道158号小口名古屋線（横内交差点）
- 愛知県道27号春日井各務原線・愛知県道102号名古屋犬山線（木曽街道）（久保新町交差点）

バイパス（江森町南交差点 - 安良交差点）
- 愛知県道64号一宮犬山線（江南中央道）・愛知県道156号小渕江南線（江森町南交差点）
- 愛知県道157号小口岩倉線（バイパス）（力長北交差点 - 安良交差点で重複）

### 沿線
- 愛知県立江南高等学校
- 江南市歴史民俗資料館
- 江南市立布袋北小学校
- 小牧市立岩崎小学校
- 大口町立大口南小学校
- 名鉄小牧線 味岡駅